# Avantasia (мініальбом)
Avantasia — дебютний сингл хеві-метал проєкту Avantasia.

## Список композицій
Автор музики і слів Тобіас Саммет. 
| #     | Назва                      | Тривалість |
| ----- | -------------------------- | ---------- |
| 1.    | «Avantasia (Edit Version)» | 4:10       |
| 2.    | «Reach Out for the Light»  | 6:34       |
| 3.    | «Final Sacrifice»          | 5:03       |
| 4.    | «Avantasia»                | 5:30       |
| 58:54 |                            |            |

## Склад учасників
- Тобіас Саммет (Edguy) — Вокал, клавішні
- Хеньо Ріхтер (Gamma Ray) — Гітара
- Маркус Гросскопф (Helloween) — Бас-гітара
- Алекс Хольцварт (Rhapsody of Fire) — Ударні
- Міхаель Кіске (екс-Helloween) — Додатковий вокал
- Девід Дефейс (Virgin Steele) — Додатковий вокал[2]